# L. P. C. Motor Company
L. P. C. Motor Company, ursprünglich Lewis Motor Company, war ein US-amerikanischer Hersteller von Automobilen.

## Unternehmensgeschichte
William Mitchell Lewis, Rene M. Petard und James M. Cram hatten bei der Mitchell Motors Company Erfahrungen im Automobilbau gesammelt. Der Konstrukteur Petard, der aus Frankreich stammte, hatte zuvor auch bei Darracq, Fiat, Itala und Unic gearbeitet. Im November 1913 gründeten sie die Lewis Motor Company. Der Sitz war in Racine in Wisconsin. Noch im gleichen Jahr änderten sie die Firmierung in L. P. C. Motor Company, um Verwechslungen mit Mitchell-Lewis zu vermeiden. 1914 begann die Produktion von Automobilen. Der Markenname lautete Lewis.
Der Ausbruch des Ersten Weltkriegs hatte zur Folge, dass Petard nach Frankreich zurückkehren musste. Diesen Verlust konnte das Unternehmen nicht lange verkraften. 1916 endete die Produktion. Lewis sorgte dafür, dass alle 280 Mitarbeiter eine andere Arbeitsstelle in der Nähe fanden.
Es gab keine Verbindungen zur Lewis Motor Vehicle Company und zur Lewis Cycle Company, die vorher den gleichen Markennamen verwendeten.

## Fahrzeuge
Das einzige Modell war der VI. In der römischen Zahlschrift steht das für die Zahl 6. Der Sechszylindermotor war ein Langhuber. Er hatte 88,9 mm Bohrung, 152,4 mm Hub, 5676 cm³ Hubraum und 60 PS Leistung.
Das Fahrgestell hatte 343 cm Radstand. Im ersten Jahr gab es nur einen Tourenwagen  mit sechs Sitzen. Ab 1915 ergänzte ein Roadster mit zwei Sitzen das Sortiment.

## Modellübersicht
| Jahr | Modell | Zylinder | Leistung (PS) | Radstand (cm) | Aufbau                                  |
| ---- | ------ | -------- | ------------- | ------------- | --------------------------------------- |
| 1914 | VI     | 6        | 60            | 343           | Tourenwagen 6-sitzig                    |
| 1915 | VI     | 6        | 60            | 343           | Tourenwagen 6-sitzig, Roadster 2-sitzig |
| 1916 | VI     | 6        | 60            | 343           | Tourenwagen 6-sitzig, Roadster 2-sitzig |